# Marius Tincu

a Compétitions nationales et continentales officielles uniquement.

b Matchs officiels uniquement.
Marius Vasilică Tincu, né le 7 avril 1978 à Vânători (Roumanie), est un joueur et entraîneur roumain de rugby à XV, qui joue au poste de talonneur avec l'équipe de Roumanie (1,81 m pour 119 kg). Il a acquis la nationalité française en janvier 2007. 

## Palmarès

### En club
Avec l’USA Perpignan
- Championnat de France de rugby à XV :
  - Champion (1) : 2009

Avec Rouen
- Championnat de France universitaires :
  - Champion (1) : 2001

Avec CS Universitatea Cluj-Napoca (rugby à XV)
- Coupe de Roumanie
  - Finaliste (1) : 1999

### En équipe nationale
- 53 sélections entre 2002 et 2012 avec l'équipe de Roumanie
- 14 essais (70 points).
- Vainqueur du Championnat européen des nations en 2002 et 2006.
- Sélections par année : 9 en 2002, 6 en 2003, 1 en 2004, 4 en 2005, 4 en 2006, 10 en 2007, 1 en 2008, 3 en 2009, 6 en 2010, 5 en 2011 et 4 en 2012.

En coupe du monde :
- 2007 : 4 sélections (Italie, Écosse, Portugal, Nouvelle-Zélande)
- 2011 : 4 sélections (Écosse, Argentine, Angleterre, Géorgie)